# ساري كومرال
ساري كومرال (بالتركية: Sariye Kumral)‏ مواليد 23 فبراير 1979 في سامسون، هي لاعبة كرة سلة تركية. بدأت مسيرتها الاحترافية في سنة 1994. تلعب مع نادي غلطة سراي لكرة السلة للسيدات في الدوري التركي لكرة السلة للسيدات. يبلغ طولها 5 قدم 10 بوصة (1.8 م).

## روابط خارجية
- ساري كومرال على موقع الاتحاد الدولي لكرة السلة (الإنجليزية)
- ساري كومرال على موقع كرة السلة الأوروبية.كوم (الإنجليزية)
- ساري كومرال على موقع بروبوليرز (الإنجليزية)